# Passalora dioscoreae
Passalora dioscoreae är en svampart som först beskrevs av Ellis & G. Martin, och fick sitt nu gällande namn av U. Braun & Crous 2003. Passalora dioscoreae ingår i släktet Passalora och familjen Mycosphaerellaceae.   Inga underarter finns listade i Catalogue of Life.